# Hrvatska odvjetnička komora
Hrvatska odvjetnička komora (HOK) je krovna organizacija svih odvjetnika i odvjetničkih vježbenika u Republici Hrvatskoj, a njezina glavna zadaća je briga za članove, organiziranje obrazovanja članova, suradnja s pravosudnim tijelima u Hrvatskoj i inozemstvu i drugo. Hrvatska odvjetnička komora vodi Imenik odvjetnika i odvjetničkih vježbenika koji je javno dostupan.
Sjedište Hrvatske odvjetničke komore je u Zagrebu.

## Povijest
Godine 1872. u Zagrebu i Osijeku organizirani su Odvjetnički odbori kao preteče lokalnih komora, a samo odvjetništvo kao profesija u Hrvatskoj ima dugu tradiciju i seže u davna vremena.
Odbori su utemeljeni Odvjetničkim redom iz 1852. koji je donijela vlada austrougarske, a propisivao je da je u ovlasti ministra pravosuđa da imenuje odvjetnike i određuje njihovo sjedište. Odvjetnički red je, stoga, normirao prava i dužnosti odvjetnika te postavio odvjetničke odbore.  U Hrvatskoj i Slavoniji postojala su dva takva odbora: u Osijeku za teritorij sudbenih stolova u Osijeku, Virovitici, Požegi i Sremskoj Mitrovici; i u Zagrebu za ostalo područje Hrvatske i Slavonije. Dužnost odbora bila je nadziranje rada odvjetnika te njihovo prijavljivanje nadležnom disciplinskom tijelu u slučaju kršenja pravila odvjetničkog ponašanja (odvjetničke etike). Odbori nisu vodili Imenik odvjetnika, već je taj imenik vodio Banski stol, no vodili su Imenik odvjetničkih pripravnika i imali su disciplinsku vlast nad njima. Odbori nisu imali disciplinsku vlast nad odvjetnicima svojeg područja. Rad odbora nadzirao je Banski stol, a sudovi su provodili disciplinski postupak nad odvjetnicima.
Ubrzo nakon donošenja Odvjetničkog reda 1852. koji je donijela Habsburška monarhija počela je borba odvjetnika za autonomiju, tj. samostalnost u djelovanju od države.
U Zagrebu je 28. veljače 1875. godine osnovano Pravničko društvo čiji su članovi bili pravnici, suci, profesori i odvjetnici. Društvo je izdavalo list "Mjesečnik" kao preteču današnjeg glasila odvjetnika u Hrvatskoj - časopis "Odvjetnik".
Prema pisanju "Mjesečnika", 16. veljače 1913. održana je Skupština odvjetnika s područja Zagreba, a u nazočnosti 60 odvjetnika osnovan je Klub odvjetnika u Zagrebu kakav je već postojao u Osijeku.  Skupština odvjetnika u Zagrebu održana je zatim 4. svibnja 1913. Na njoj je zaključeno osnivanje Društva odvjetnika u Kraljevini Hrvatskoj, koje je ukinuto 1929. kada se osnovala "Advokatska komora" u Zagrebu. Nakon ukidanja Društva odvjetnika u Hrvatskoj i Slavoniji u većim sudskim sjedištima osnivale su se odvjetničke organizacije, tzv. "advokatski klubovi".
Sloboda bavljenja odvjetništvom bila je priznata Zakonom o advokaturi iz 1929. kojim je odvjetništvo dobilo autonomiju nakon višegodnišnjih pokušaja da se osigura autonomija odvjetništva.  Ministarskom naredbom od 22. svibnja 1944. ustanovljene su tri komore: u Zagrebu, Splitu i Sarajevu, a Zagrebačka komora je imala 451 člana.Pretečom zbora može se smatrati "advokatski kolektiv" koji je uspostavljen nakon donošenja Zakona o advokaturi 1957. Svrha instituta "advokatskih kolektiva" bila je olakšati Upravnom odboru Komore suradnju s odvjetnicima i decentralizaciju upravne djelatnosti Odbora. Kolektivi su se obavezno uspostavljali u svakom mjestu s najmanje pet odvjetnika, dok su se odvjetnici u mjestima s manjim brojem odvjetnika priključili najbližem mjesnom kolektivu. Njihova zadaća bila je brinuti se o pravilnom obavljanju odvjetništva na svojem području, razvijati društvenu aktivnost te pomoći Upravnom odboru i Savjetu Komore u njihovim upravnim dužnostima.
Nakon što je na snagu stupio Statut Odvjetničke komore Hrvatske, koji je prihvaćen na godišnjoj skupštini u Zagrebu 21. lipnja 1969., tadašnji "advokatski kolektivi" nisu se više predviđali u područnim tijelima Komore, a njihovu funkciju, u organizacijskom sustavu Odvjetničke komore Hrvatske, prema novom Statutu, preuzimaju i vrše odvjetnički zborovi koji se mogu osnivati u gradovima i svim većim mjestima gdje ima više odvjetnika, a koji su ostali kao područna organizacija odvjetnika do danas.

## Ustroj
Hrvatska odvjetnička komora je institucija osnovana Zakonom o odvjetništvu, a temelj odvjetničke djelatnosti jest čl. 27. Ustava Republike Hrvatske koji propisuje kako odvjetništvo kao samostalna i neovisna služba osigurava svakome pravnu pomoć u skladu sa zakonom. Svi odvjetnici u Hrvatskoj moraju biti njeni članovi, a ujedno su i članovi odvjetničkog zbora mjesta u kojem obavljaju odvjetničku djelatnost. Komora je samostalna udruga sa svojstvom pravne osobe. Neovisnost Hrvatske odvjetničke komore očituje se u činjenici da samostalno donosi odvjetničku tarifu koja sadrži cijene odvjetničkih usluga u Hrvatskoj. 
Komora broji oko 4500 odvjetnika i oko 1600 odvjetničkih vježbenika. Glasilo Hrvatske odvjetničke komore od 1927. je časopis Odvjetnik.
Komoru na volonterskoj osnovi vode odvjetnici koji se biraju na Skupštini na mandat od tri godine.
Skupština je najviše tijelo Komore, a čine ju predstavnici svih odvjetničkih zborova Komore izabrani na godišnjim skupštinama zborova, predsjednik Komore, predsjednici svih odvjetničkih zborova, predsjednik Disciplinskog suda Komore, predsjednik Višeg disciplinskog suda Komore, disciplinski tužitelj Komore, bivši predsjednici Komore koji nisu u mirovini i predsjednik Udruge odvjetničkih vježbenika pri Komori.
Upravni odbor čine predsjednik Komore, prethodni predsjednik Komore koji nije u mirovini, predsjednici zborova, izabrani predstavnici zborova, nacionalni potpredsjednik Međunarodne unije odvjetnika (Union Internationale des Avocats - UIA), izabrani predstavnik Komore pri Međunarodnom udruženju odvjetničkih komora (International Bar Association - IBA) i izabrani predstavnik pri Vijeću odvjetničkih komora Europe (Council of Bars and Law Societies of Europe - CCBE), predsjednik Komisije za međunarodne odnose te predsjednik Udruge odvjetničkih vježbenika pri Komori.
Izvršni odbor čine predsjednik Komore, četiri dopredsjednika, glavni tajnik, blagajnik, referent za upise u imenike i upisnike Komore te još tri člana, a biraju se na prijedlog predsjednika Komore iz redova članova Upravnog odbora Komore.
Statut HOK-a propisuje u čl. 25. kako za predsjednika Komore može biti biran odvjetnik koji najmanje 15 godina kontinuirano obavlja odvjetničku službu.
Za svoj rad predsjednik odgovara Skupštini Komore i Upravnom odboru Komore, a dužan je o svom radu i o radu Izvršnog odbora između dviju sjednica izvijestiti Upravni odbor Komore na prvoj sjednici temeljem čl. 25. st. 4. i 5. Statuta HOK-a.
U slučaju da je predsjednik HOK-a spriječen obnašati svoju dužnost, čl. 26. propisuje kako ga tada zamjenjuje s istim ovlastima jedan od dopredsjednika kojega on odredi.
Predsjedniku Komore u radu pomažu četiri dopredsjednika koje na prvoj sjednici nakon sjednice Skupštine bira Upravni odbor na prijedlog predsjednika Komore između izabranih članova Izvršnog odbora temeljem odredbe čl. 18. st. 1. toč. 5. Statuta HOK-a. 
Hrvatska odvjetnička komora ima glavnoga tajnika koji se bira na isti način kao i dopredsjednici Komore. 
Nadzorni odbor Hrvatske odvjetničke komore sastoji se od tri člana, koji između sebe biraju predsjednika.
Nadzorni odbor dužan je najmanje dva puta godišnje pregledati novčano poslovanje Komore i završni račun, a o svom radu podnosi izvještaj svake godine Skupštini Komore i predlaže davanje razrješnice starom Upravnom odboru prigodom izbora novog.
Disciplinska tijela HOK-a neovisna su tijela Komore. Sastoje se od disciplinskog suda, višeg disciplinskog suda, disciplinskih vijeća i disciplinskog tužiteljstva.
Disciplinsko tužiteljstvo je neovisno tijelo Hrvatske odvjetničke komore, koje je kao takvo određeno Statutom HOK-a.
Hrvatska odvjetnička komora djeluje na regionalnoj osnovi putem zborova. Odvjetnici koji su upisani u Imenik odvjetnika Komore istodobno su članovi odvjetničkog zbora na čijem je području sjedište njihova ureda, a odvjetnički su zborovi područna tijela Komore.
Zborovi između ostaloga provode i ispit iz Kodeksa odvjetničke etike i Tarife o nagradama i naknadi troškova za rad odvjetnika.

## Popis predsjednika Hrvatske odvjetničke komore
1. Nikola Krestić 
2. dr. Ivo Politeo (1929. – 1941.)
3. dr. Ante Štokić (1947. – 1957.)
4. dr. Aurel Krstulović (1957. – 1966.)
5. Slavko Šimatović (1966. – 1972.)
6. dr. Branko Zimmermann (1972. – 1977.)
7. Ratko Žurić (1978. – 1981.)
8. Krešimir Abel  (1981. – 1984.) 9. Arno Vičić (1984.  - 1987.)
10. Mario Kos (1987. – 1994.)
11. Marijan Hanžeković (1994. – 2000.)
12. Ranko Pelicarić (2000. – 2006.)
13. Leo Andreis (2006. – 2012.)
14. Robert Travaš (2012. – 2018.)
15. Josip Šurjak (2018. - )

## Nagrade Hrvatske odvjetničke komore
Hrvatska odvjetnička komora dodjeljuje dvije nagrade: 
- Nagrada "dr. Ivo Politeo" - nosi naziv po prvom predsjedniku Komore, dr. Ivu Politeu (1887. – 1956.).
- Nagrada "Mario Kos" - za najbolji stručni članak objavljen u časopisu "Odvjetnik".

## Međunarodni odnosi
Hrvatska odvjetnička komora članica je triju najvećih međunarodnih udruga odvjetničkih komora:  Međunarodne unije odvjetnika (Union Internationale des Avocats - UIA),  Međunarodnog udruženja odvjetničkih komora (International Bar Association - IBA) i Vijeća odvjetničkih komora Europe (Council of Bars and Law Societies of Europe - CCBE) .

## Doprinos hrvatskih odvjetnika odvjetništvu u svijetu
Dr. Ivo Politeo sudjelovao je od 1931. do 1956. u radu Međunarodne unije odvjetnika (Union internationale des avocats) u kojoj je bio potpredsjednik (1951. – 1953.) i doživotni počasni potpredsjednik (od 1956.), te je izradio njezin Kodeks odvjetničke etike (Code de morale professionelle, 1954).
Odvjetnik Ranko Pelicarić izabran je u predsjedništvo Vijeća odvjetničkih komora Europe (CCBE).

## Vanjske poveznice
- Službena stranica Hrvatske odvjetničke komore  Arhivirana inačica izvorne stranice od 6. siječnja 2017. (Wayback Machine)